# Xerox Star

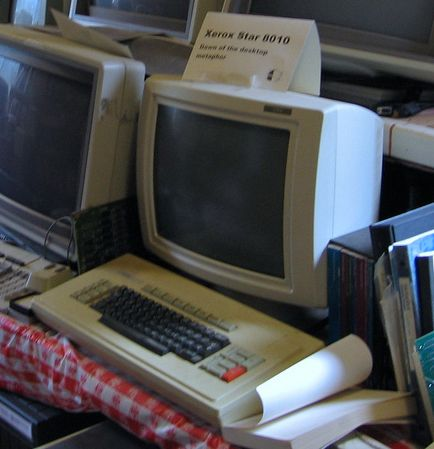
Xerox Star 8010

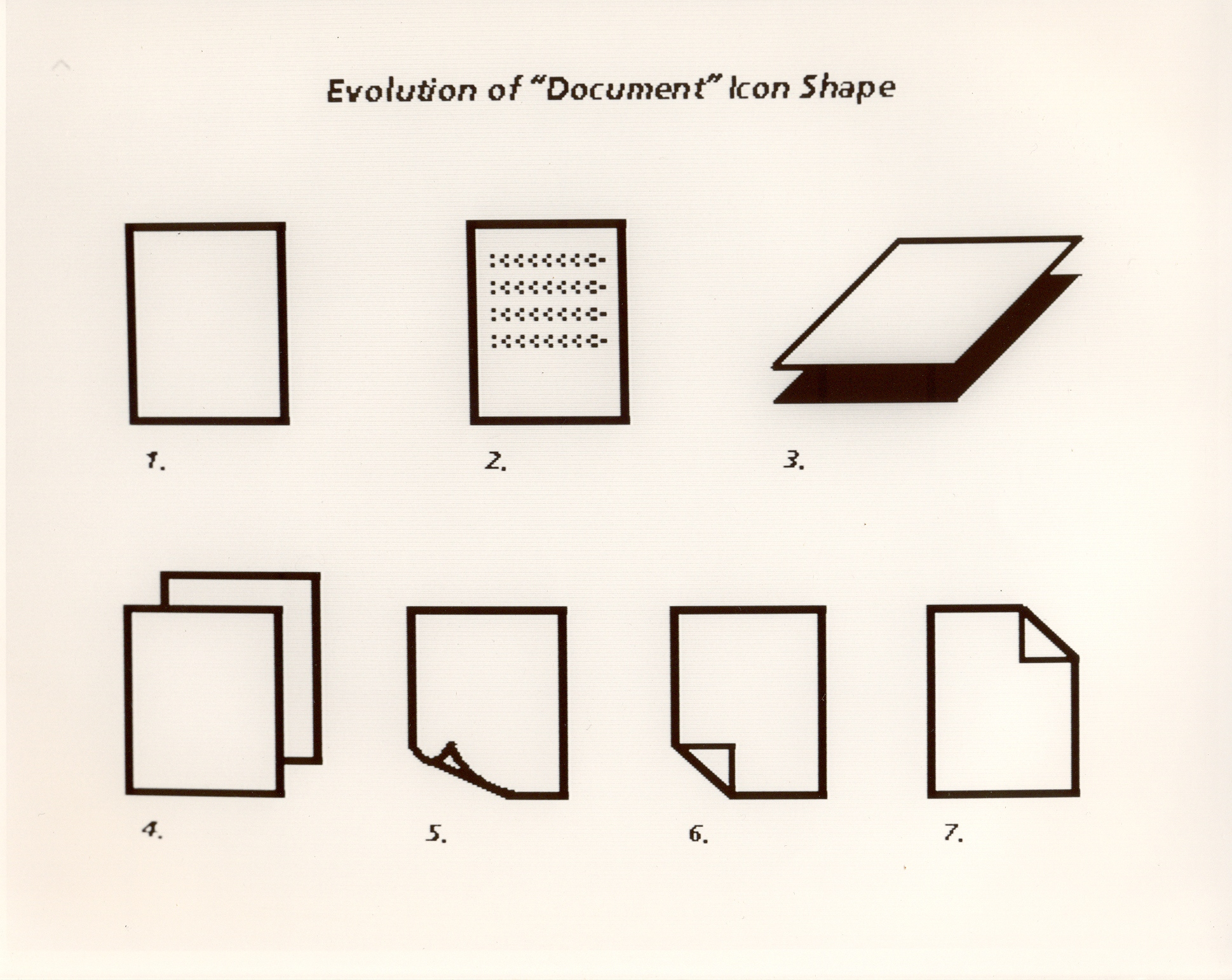
Entwicklung des verwendeten Dokumentensymbols beim Xerox Star

Der Xerox Star, offizielle Bezeichnung: Xerox 8010 Information System war eine von der Xerox Systems Development Division (SDD) in El Segundo, Kalifornien, entwickelte Workstation mit grafischer Benutzeroberfläche.

## Geschichte
Viele Innovationen stammten aus dem Forschungszentrum Xerox PARC, wobei einige Mitarbeiter des Instituts auch bei einer Zweigstelle von SDD in Palo Alto mitwirkten. Nach dem 1973 für die Forschung entwickelten Xerox Alto wurde in dem 1981 herausgebrachten Star die anwenderfreundliche grafische Benutzerschnittstelle erstmals in einem kommerziellen Computer angewandt. Es gab bereits einen per Maus bedienbaren Desktop mit Menüs und Fenstern. Neben einer Ethernet-Schnittstelle unterstützte das System, wie schon sein Vorgänger, die WYSIWYG-Darstellung. Der Star verwendete einen 16-bit-Zeichensatz, um europäische Schriften, Japanisch und später weitere Schriften zu unterstützen.
Häufig wird dem Star nachgesagt, er sei Vorbild für die Entwicklung des Apple Macintosh. In der Tat war es jedoch der Xerox Alto, der Steve Jobs 1979 (und damit zwei Jahre vor Erscheinen des Star) bei einem Besuch von Xerox PARC zum Bau der Apple Lisa (1983) inspirierte. Der Apple Macintosh basierte 1984 auf der Apple Lisa.
Am Xerox PARC wurde auch eine Lisp-Maschine mit dem Namen Xerox Dandelion auf Basis des 8010 entwickelt, der Name Star bezog sich auf das Betriebssystem mit GUI.